# Dolina Potoku Oruńskiego
Dolina Potoku Oruńskiego – zespół przyrodniczo-krajobrazowy w Gdańsku o powierzchni 90 hektarów. Przepływa przez niego Potok Oruński. Na terenie zespołu znajduje się zabytkowy Park Oruński, użytek ekologiczny „Murawy kserotermiczne w dolinie Potoku Oruńskiego” oraz obszar siedliskowy Natura 2000 „Zbiornik na Oruni”, będący siedliskiem nietoperzy.

## Położenie
Obszar znajduje się w południowej części Gdańska, na granicy dzielnic Orunia-Św. Wojciech-Lipce, Orunia Górna-Gdańsk Południe oraz Ujeścisko-Łostowice. Od północy ponad doliną wznosi się Orunia Górna i Ptaszniki, od wschodu leży Orunia, od południa Maćkowy, a od zachodu Łostowice. 
Wschodnia granica zespołu leży nieopodal Kanału Raduni, do którego uchodzi Potok Oruński.

## Przedmiot ochrony
Zespół przyrodniczo-krajobrazowy został powołany 29 kwietnia 1999 r. do ochrony doliny Potoku Oruńskiego wraz z przyległymi skarpami, dla zachowania unikatowego charakteru przyrodniczo-krajobrazowego doliny erozyjnej w strefie krawędziowej Wysoczyzny Gdańskiej, a zwłaszcza zachowania w niezmienionej formie jej  elementów, takich jak: ciek, starasowane zbocza po dawnej uprawie rolniczej oraz specyficzna szata roślinna. Zespół miał wtedy powierzchnię 82,83 ha.
Od 2015 r. obowiązuje nowa uchwała w sprawie funkcjonowania zespołu przyrodniczo-krajobrazowego. Powiększyła ona obszar chroniony do 90 ha, za główny cel ochrony określa zachowanie walorów widokowo-estetycznych doliny. W odróżnieniu od poprzedniego aktu prawnego, obecna uchwała nie przewiduje likwidacji ogrodów działkowych leżących na obszarze zespołu.
Występują tu rzadkie rośliny takie jak np. pajęcznica gałęzista oraz chronione ściśle: obrazki plamiste, dzwonek szerokolistny i przylaszczka pospolita, zawilec gajowy i żółty, złoć żółta i łąkowa oraz kokorycz wątła. Z fauny napotkać można liczne gatunki ptaków, np. dzięcioły: duży, zielony, dzięciołek; z innych gatunków ptaków: modraszka zwyczajna, bogatka zwyczajna, kowalik, pleszka.
W zachodnim krańcu zespołu przyrodniczego, na Potoku Oruńskim znajduje się zbiornik retencyjny „Augustowska”, będący siedliskiem ptactwa wodnego, np. łabędzi niemych, perkozów dwuczubych, kląsawek. Zimują tutaj mewy: śmieszki i siwe.

### Użytek ekologiczny „Murawy Kserotermiczne w Dolinie Potoku Oruńskiego”
Użytek ekologiczny powołany 1999 r. razem z zespołem przyrodniczo-krajobrazowym. Znajduje się we wschodniej części zespołu. Jego powierzchnia wynosi 2,9 ha. Celem powołania było zabezpieczenie istnienia płatów muraw kserotermicznych wraz z ich florą i fauną, zwłaszcza dalszego występowania rzadkich gatunków roślin ciepłolubnych. Występowanie muraw kserotermicznych w tej części Polski jest rzadkością, na murawach tych stwierdzono występowanie 232 gatunków roślin naczyniowych, w tym rośliny ciepłolubne. Rośnie tutaj także głóg, śliwa tarnina, róża dzika, trzmielina pospolita. Z ptaków występują np. łozówka, kwiczoł, świstun, myszołowy, krogulec zwyczajny. Bytują tutaj ciepłolubne owady oraz ciepłolubne gatunki ślmiaków.

### Obszar siedliskowy „Zbiornik na Oruni”
W południowo-wschodnim krańcu zespołu przyrodniczo-krajobrazowego, we wnętrzu jednego ze wzgórz znajduje się wzniesiony w 1869 r. ceglany rezerwuar wody pitnej dla Gdańska, wyłączony z eksploatacji w latach 70. XX wieku. Jest on jednym z największych siedlisk nietoperzy w województwie pomorskim. Został zrewitalizowany w latach 2016-2018 i jest udostępniany do zwiedzania czasowo (poza okresami hibernacji nietoperzy). Od 2021 r. siedlisko Natura 2000 PLH220106 Zbiornik na Oruni.
Miejsce zimowania nocków: zagrożonego wyginięciem łydkowłosego, a także: rudego, Natterera, dużego. Występuje tu również gacek brunatny. Liczba nietoperzy zimujących w obiekcie wahała się od początków obserwacji od 100 do 800 osobników. 

### Pomniki przyrody
Prawnie chronione twory przyrody znajdujące się na terenie zespołu:
| obiekt                | wysokość | obwód       | nr rejestru |
| lipa drobnolistna     | 20 m     | 328 cm      | 1098        |
| buk zwyczajny         | 20 m     | 328 cm      | 1099        |
| buki zwyczajne 2 szt. | 26 m     | 260, 290 cm | 1100        |
| dąb bezszypułkowy     | 25 m     | 356 cm      | 1101        |
| głaz narzutowy        | 1,30 m   | 672 cm      | 1133        |

## Park Oruński
Wschodnią część zespołu przyrodniczo-krajobrazowego (w szczególności obszar użytku ekologicznego Murawy kserotermiczne) zajmuje historyczny, zabytkowy park miejski - Park Oruński im. Emilii Hoene, o powierzchni 19 ha. Znajdują się w nim dwa stawy zasilane wodami Potoku Oruńskiego.

## Wzgórza
Wzniesienia na terenie zespołu przyrodniczo-krajobrazowego.
| nazwa wzgórza     | wysokość n.p.m. | nazwa niemiecka |
| Góra Gliniana     | 35 m            | Leimberg        |
| Góra Pięciu Braci | 41 m            | Fünfbrüderberg  |
| Góra Łez          | 54 m            | Tränenberg      |

## Galeria

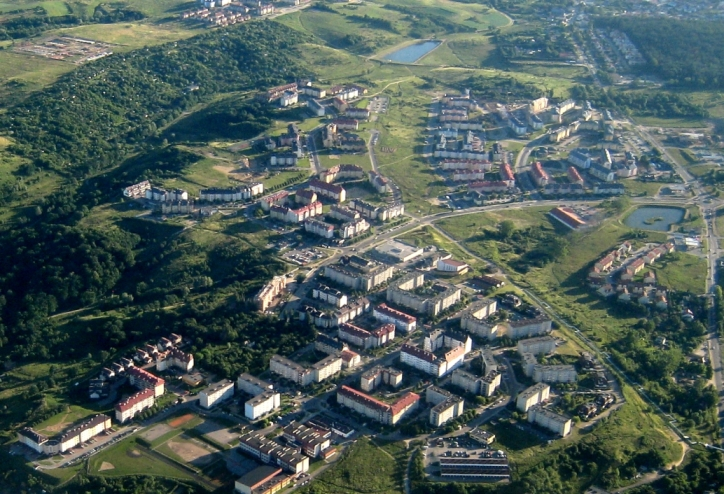
Zdjęcie lotnicze Oruni Górnej, tereny zielone po lewej to Dolina Potoku Oruńskiego, u góry widoczny zbiornik Augustowska
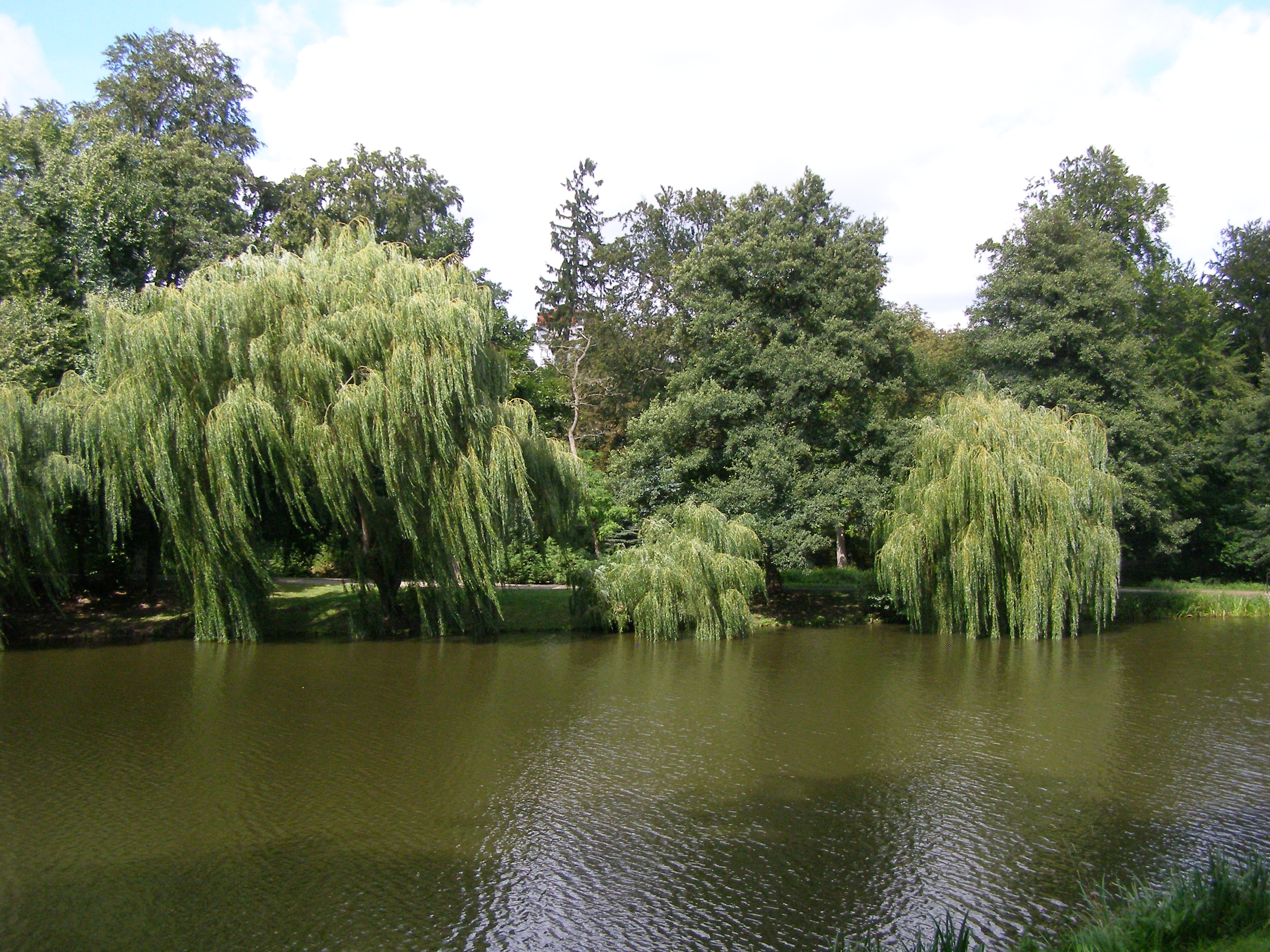
Górny staw w Parku Oruńskim
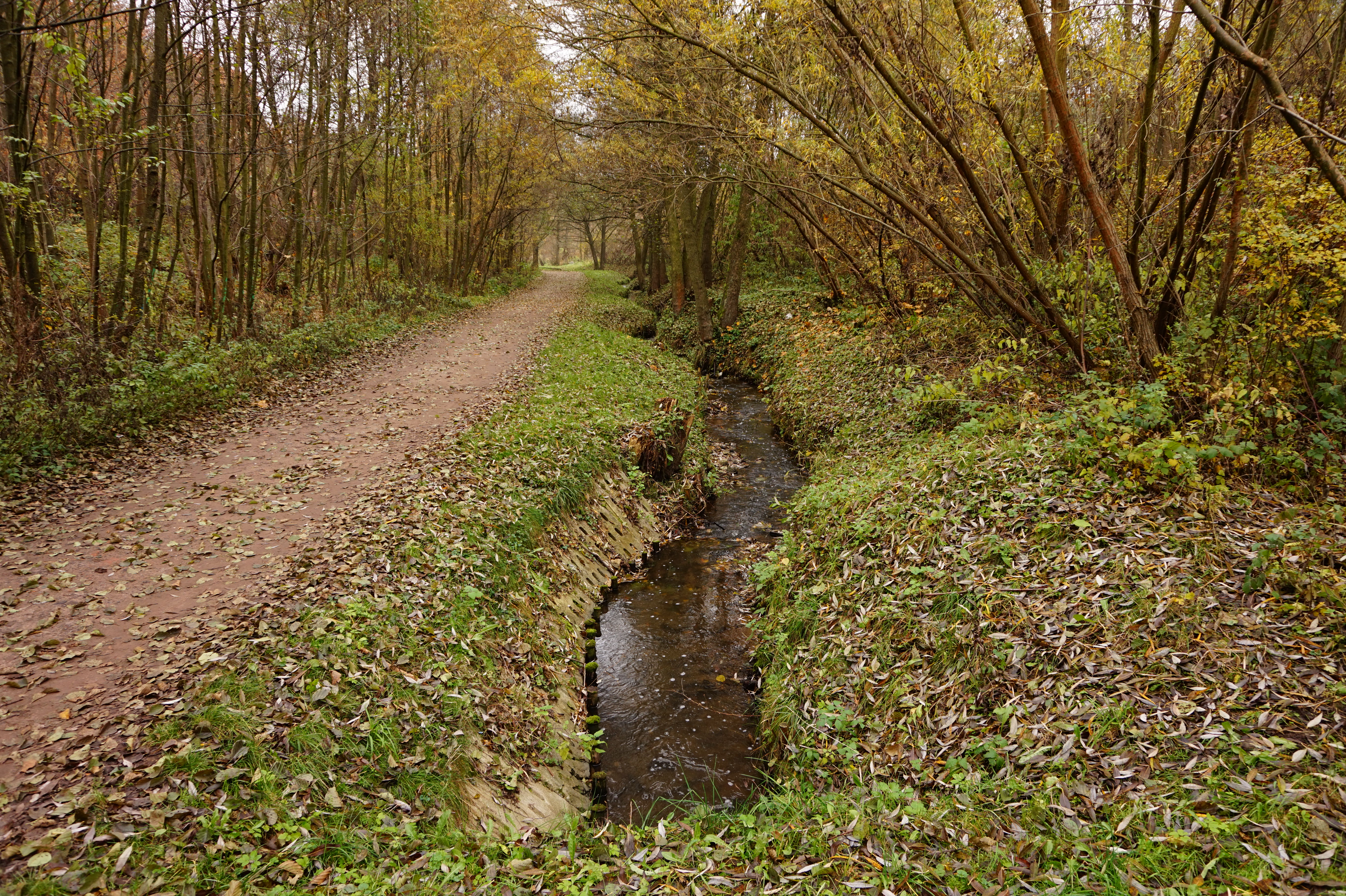
Potok Oruński w dolinie
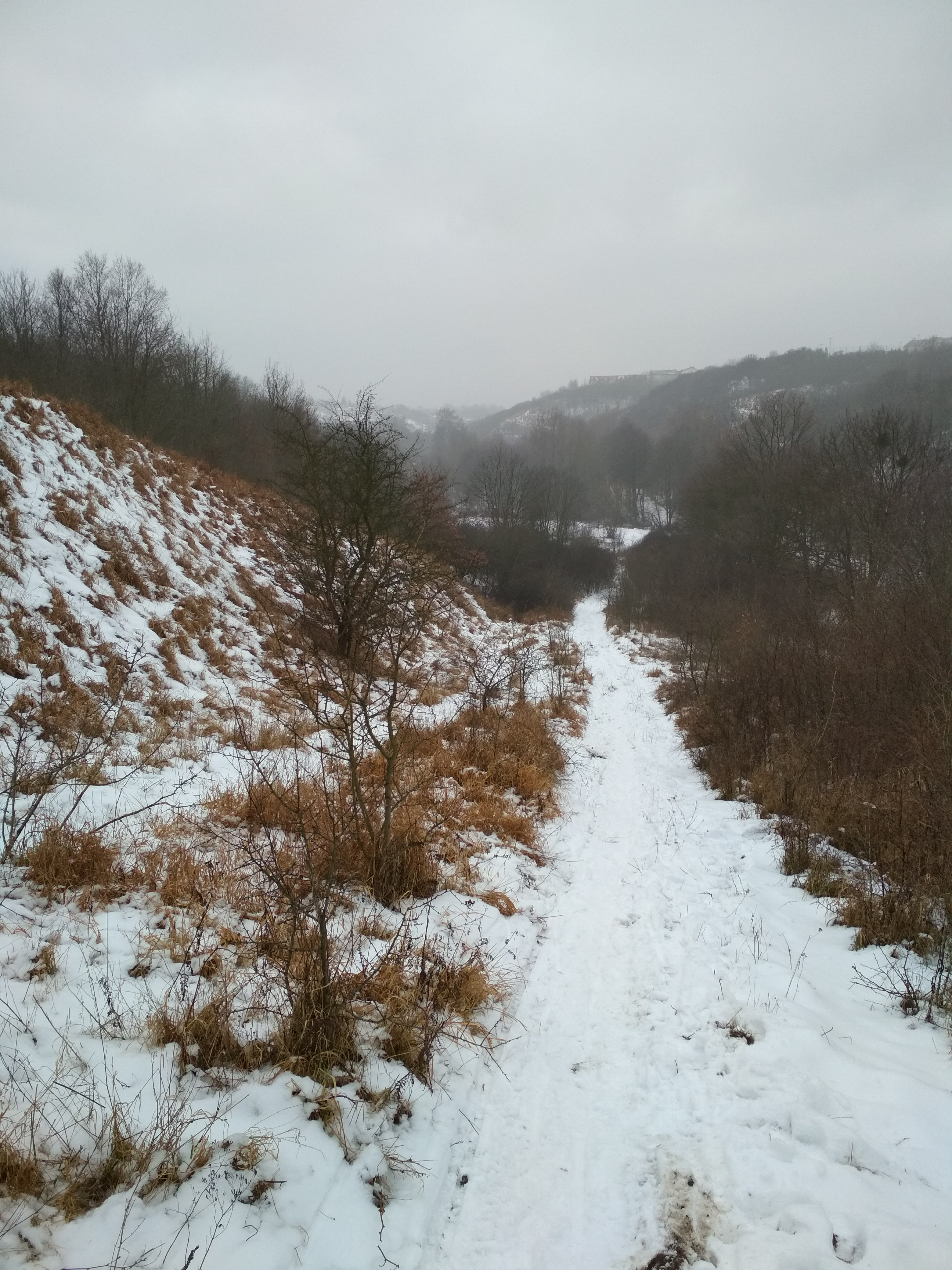
Widok na dolinę zimą
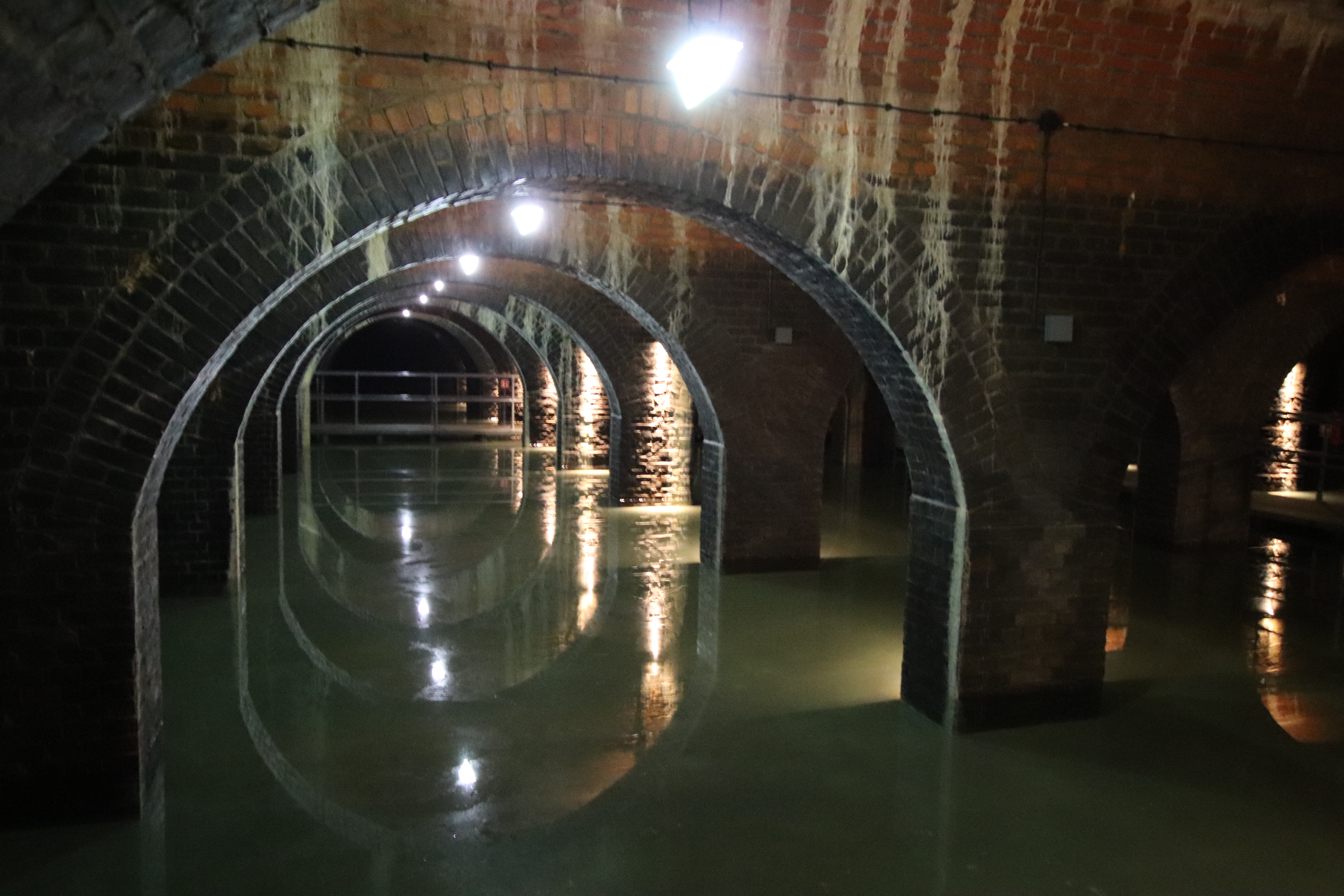
Wnętrze Zbiornika Orunia
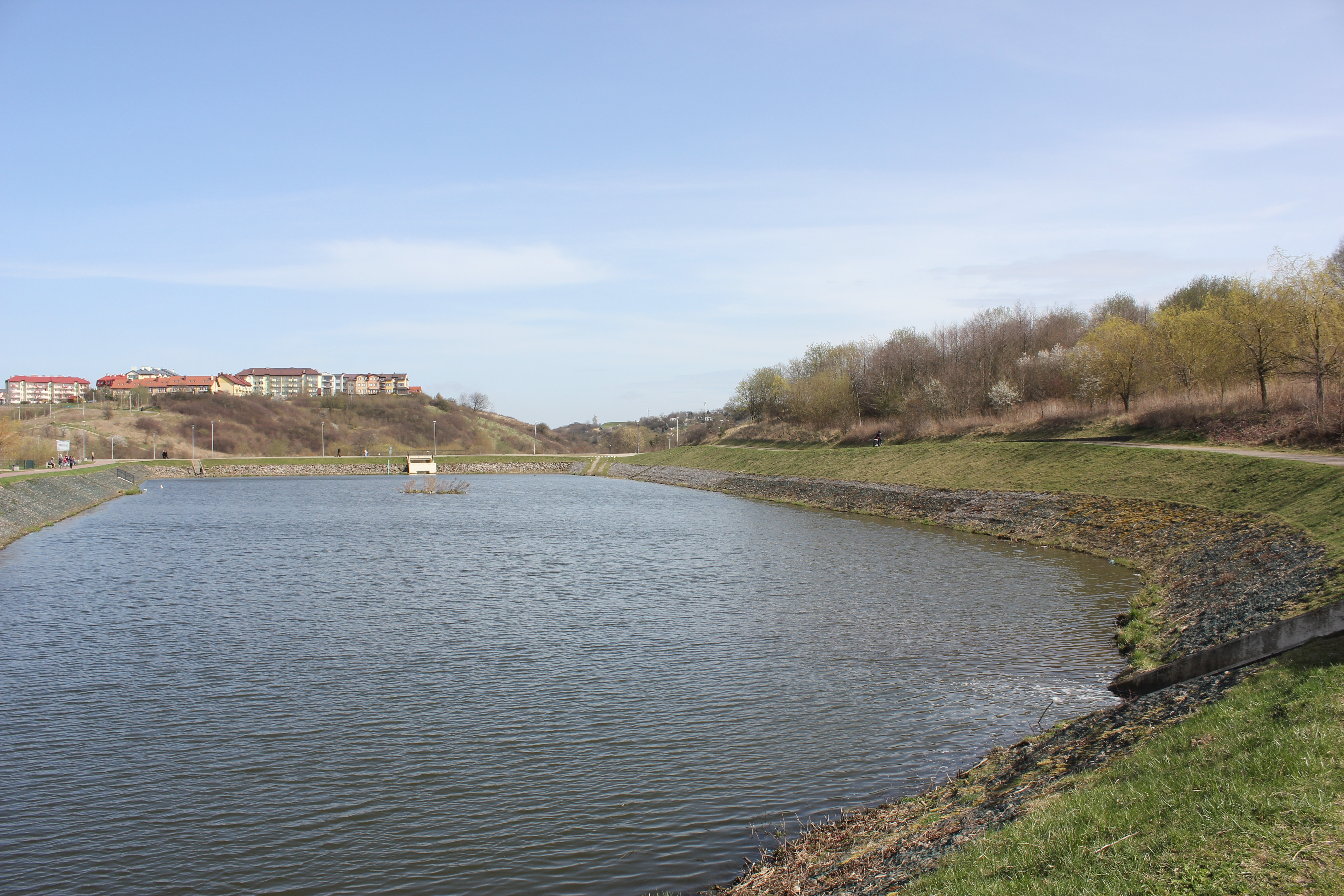
Zbiornik retencyjny Augustowska